# Temporada 1962-63 de los Detroit Pistons
La temporada 1962-63 fue la decimoquinta de los Pistons en la NBA, y la sexta en su localización de Detroit, Míchigan. La temporada regular acabó con 34 victorias y 46 derrotas, clasificándose para los playoffs, en los que cayeron en las semifinales de división ante St. Louis Hawks.

## Elecciones en elDraft
| Ronda | Puesto | Jugador          | Posición  | Nacionalidad   | Universidad         |
| ----- | ------ | ---------------- | --------- | -------------- | ------------------- |
| T     | 2      | Dave DeBusschere | Ala-Pívot | Estados Unidos | Detroit             |
| 2     | 13     | Kevin Loughery   | Escolta   | Estados Unidos | St. John's          |
| 3     | 22     | Harold Hudgens   |           | Estados Unidos | Texas Tech          |
| 4     | 31     | Reggie Harding   | Pívot     | Estados Unidos | Detroit Eastern HS  |
| 5     | 40     | Lindbergh Moody  |           | Estados Unidos | Southern California |

## Temporada regular
| División Oeste         | División Oeste | División Oeste | División Oeste | División Oeste | División Oeste | División Oeste | División Oeste | División Oeste |
| Equipo                 | G              | P              | %              | PD             | Casa           | Fuera          | Neutral        | Div            |
| ---------------------- | -------------- | -------------- | -------------- | -------------- | -------------- | -------------- | -------------- | -------------- |
| x-Los Angeles Lakers   | 53             | 27             | .663           | –              | 27–7           | 20–17          | 6–3            | 33–13          |
| x-St. Louis Hawks      | 48             | 32             | .600           | 5              | 30–7           | 13–18          | 5–7            | 29–17          |
| x-Detroit Pistons      | 34             | 46             | .425           | 19             | 14–16          | 8–19           | 12–11          | 19–27          |
| San Francisco Warriors | 31             | 49             | .388           | 22             | 13–20          | 11–25          | 7–4            | 18–28          |
| Chicago Zephyrs        | 25             | 55             | .313           | 28             | 17–17          | 3–23           | 5–15           | 13–27          |

## Playoffs

### Semifinales de División
Detroit Pistons - St. Louis Hawks
| Fecha       | Partido                                  | Ciudad    |
| ----------- | ---------------------------------------- | --------- |
| 20 de marzo | St. Louis Hawks 118, Detroit Pistons 99  | St. Louis |
| 20 de marzo | St. Louis Hawks 122, Detroit Pistons 108 | St. Louis |
| 24 de marzo | Detroit Pistons 107, St. Louis Hawks 103 | Detroit   |
| 26 de marzo | Detroit Pistons 100, St. Louis Hawks 104 | Detroit   |
|             | St. Louis gana las series 3-1            |           |

## Estadísticas
| Rk | Jugador          | Edad | P  | PT | MP   | TC  | TCI  | %TC  | 3P | 3PI | %3P | 2P  | 2PI  | %2P  | TL  | TLI | %TL  | RO | RD | RT   | AS  | RB | TAP | BP | FP  | PTS  |
| 1  | Bailey Howell    | 26   | 79 |    | 37.6 | 8.1 | 15.6 | .516 |    |     |     | 8.1 | 15.6 | .516 | 6.6 | 8.2 | .798 |    |    | 11.5 | 2.9 |    |     |    | 3.8 | 22.7 |
| 2  | Don Ohl          | 26   | 80 |    | 37.0 | 8.0 | 18.1 | .439 |    |     |     | 8.0 | 18.1 | .439 | 3.4 | 4.8 | .724 |    |    | 3.0  | 4.1 |    |     |    | 2.9 | 19.3 |
| 3  | Ray Scott        | 24   | 76 |    | 33.4 | 6.1 | 14.6 | .414 |    |     |     | 6.1 | 14.6 | .414 | 4.1 | 6.0 | .674 |    |    | 10.2 | 2.5 |    |     |    | 3.5 | 16.2 |
| 4  | Bob Ferry        | 25   | 79 |    | 31.4 | 5.4 | 12.5 | .433 |    |     |     | 5.4 | 12.5 | .433 | 2.8 | 4.3 | .649 |    |    | 6.8  | 2.2 |    |     |    | 3.1 | 13.6 |
| 5  | Dave DeBusschere | 22   | 80 |    | 29.4 | 5.1 | 11.8 | .430 |    |     |     | 5.1 | 11.8 | .430 | 2.6 | 3.6 | .718 |    |    | 8.7  | 2.6 |    |     |    | 3.1 | 12.7 |
| 6  | Jackie Moreland  | 24   | 78 |    | 19.4 | 3.5 | 8.0  | .436 |    |     |     | 3.5 | 8.0  | .436 | 1.9 | 2.7 | .678 |    |    | 5.8  | 1.5 |    |     |    | 2.9 | 8.8  |
| 7  | Willie Jones     | 26   | 79 |    | 18.6 | 3.9 | 9.2  | .418 |    |     |     | 3.9 | 9.2  | .418 | 1.5 | 2.1 | .720 |    |    | 2.9  | 2.4 |    |     |    | 2.6 | 9.2  |
| 8  | Johnny Egan      | 24   | 46 |    | 16.3 | 2.4 | 6.4  | .372 |    |     |     | 2.4 | 6.4  | .372 | 1.2 | 1.5 | .768 |    |    | 1.3  | 2.5 |    |     |    | 1.5 | 5.9  |
| 9  | Kevin Loughery   | 22   | 57 |    | 14.8 | 2.6 | 7.0  | .368 |    |     |     | 2.6 | 7.0  | .368 | 1.2 | 1.8 | .710 |    |    | 1.9  | 1.8 |    |     |    | 2.4 | 6.4  |
| 10 | Walter Dukes     | 32   | 62 |    | 14.7 | 1.3 | 4.1  | .325 |    |     |     | 1.3 | 4.1  | .325 | 1.6 | 2.2 | .737 |    |    | 5.8  | 0.9 |    |     |    | 3.0 | 4.3  |
| 11 | Darrall Imhoff   | 24   | 45 |    | 10.2 | 1.1 | 3.4  | .314 |    |     |     | 1.1 | 3.4  | .314 | 0.5 | 1.1 | .480 |    |    | 3.4  | 0.6 |    |     |    | 1.5 | 2.7  |
| 12 | Danny Doyle      | 22   | 4  |    | 6.3  | 1.5 | 3.0  | .500 |    |     |     | 1.5 | 3.0  | .500 | 1.0 | 1.3 | .800 |    |    | 2.0  | 0.8 |    |     |    | 1.0 | 4.0  |